# Mały Bytyń
Mały Bytyń – jezioro w woj. zachodniopomorskim, w pow. wałeckim, w gminie Tuczno, leżące na terenie Pojezierza Wałeckiego, około 1,5 km na zachód od południowej części jeziora Bytyń Wielki oraz 3 km na wschód od Marcinkowic.
Według urzędowego spisu opracowanego przez Komisję Nazw Miejscowości i Obiektów Fizjograficznych (KNMiOF) opublikowanego przez Główny Urząd Geodezji i Kartografii (GUGiK) i udostępnionego na stronach Komisja Standaryzacji Nazw Geograficznych (KSNG) nazwa tego jeziora to Mały Bytyń. W wielu publikacjach i na mapach topograficznych jezioro występuje pod nazwą Mały Betyń.
Na zachód od jeziora Bytyń Wielki w gminie Wałcz leży jezioro o podobnej nazwie Bytyń Mały.
Powierzchnia zwierciadła wody według różnych źródeł wynosi od 10,0 ha do 11,9 ha. 
Zwierciadło wody położone jest na wysokości 116,0 m. Średnia głębokość jeziora wynosi 6,7 m, natomiast głębokość maksymalna 14,9 m.